# Maníaco do Parque
Francisco de Assis Pereira (São José do Rio Preto, 29 de novembro de 1967), mais conhecido como Maníaco do Parque, é um assassino em série brasileiro.
Francisco estuprou e matou, ao menos, sete mulheres e tentou assassinar outras nove, em 1998, mas ele confessou 10 assassinatos e 23 ataques, sendo condenado por crimes de estupro, estelionato, atentado violento ao pudor e homicídio.
Seus crimes ocorreram no Parque do Estado, situado na zona sudeste de São Paulo. Nesse local, foram encontrados os corpos de suas vítimas. O caso foi listado pelo portal g1, BOL e Superinteressante, ao lado de outros crimes que chocaram o Brasil.
Embora tenha sido condenado a mais de 260 anos de prisão, a legislação brasileira da época não permitia que uma pessoa passasse mais do que 30 anos na cadeia, sendo esperado que ele seja solto por volta de 2028.

## Biografia
Francisco de Assis Pereira passou por diversos traumas sexuais. Uma tia materna, Diva, o teria molestado sexualmente na infância e com isso ele teria desenvolvido uma fixação em seios. Já adulto, um patrão o teria seduzido, o que levou ao interesse por relações homossexuais, e uma gótica teria quase arrancado seu pênis com uma mordida, fazendo com que ele tivesse medo da perda do membro viril, além da ocorrência de uma desilusão amorosa que marcou sua vida.
Antes dos crimes, ele também mostrou seu outro lado. Thayná, uma travesti com quem viveu por mais de um ano, constantemente sofria violência física por parte de Francisco, recebendo socos no estômago e tapas no rosto, exatamente como algumas das outras mulheres que sobreviveram relataram. Por conta da experiência que teve com a gótica, sofria de dispareunia, dor presente durante o sexo, o que, segundo fontes, dificultava a consumação do ato sexual e lhe causava frustração.

## Histórico
Antes da investigação dos crimes em série, já havia sido intimado ao Departamento de Homicídios e de Proteção à Pessoa (DHPP) para esclarecer a utilização de uma folha de cheque em nome de Isadora Fraenkel, que utilizara para a compra de um capacete. Tendo alegado a utilização do cheque com o consentimento de Isadora, que não era sua namorada, e sim mais uma vítima escolhida aleatoriamente, foi liberado logo depois. Na época dos homicídios, Francisco trabalhava como motoqueiro numa empresa próxima à delegacia que investigou os crimes. O proprietário na época relatou estranha a atitude do funcionário que, dias antes da visita da DHPP, teria deixado um bilhete reportando sua súbita demissão e saída da empresa.
No dia anterior ao homicídio, cometeu um deslize ao abordar uma garota em meio a um de seus episódios psicóticos, a qual mencionou não poder acompanhá-lo naquele momento. A garota, portanto, notificou ter sido concedido pelo assassino um cartão de visitas com o nome de Jean, com o telefone da empresa onde o mesmo trabalhava, para que, caso houvesse interesse, que lhe procurasse. Ela relatou isso à DHPP, a qual de imediato contatou o telefone, tendo a empresa de motoboys a qual já investigara anteriormente, em resposta do lado oposto da ligação; o proprietário informou então a saída de Francisco, deixando apenas o jornal que demostrava seu retrato falado, bem como um recado de despedida.
Francisco era extroverso, e tinha habilidade de convencimento, deixando que as vitimas descrevessem sua situação atual, geralmente de conflito em seus relacionamentos, para se utilizar destas informações para a conquista e convencimento das garotas. Atuava principalmente no metrô, com mais frequência nas linhas atreladas à Estação Jabaquara, onde abordava suas vítimas com a promessa de participação em ações de propaganda de uma grande empresa de cosméticos, a escolha geralmente se concentrava em mulheres com aparente incômodo emocional, as quais o delinquente descrevia como "tristes" e de "cabeça baixa", com aparente sensibilidade à aproximação de estranhos. Ao desaparecer, deixou apenas o jornal e um bilhete sobre a mesa. Lamentava ter de ir, pedia desculpas pela forma repentina da partida.
Em meio às investigações e após a saída de Francisco da empresa de motoboys, houve contato do proprietário com o DHPP, quando o mesmo solicitava a visita do delegado ao local. Quando da chegada, o proprietário indicou estranheza na descoberta de um osso de costela bovina junto a um RG inserido na cerâmica do vaso sanitário dos banheiros da empresa, descoberto apenas em função de quebra. Estava ali a conexão do Francisco e sua primeira vitima, Selma Ferreira Queiroz. Francisco empreendeu em fuga com destino ao sul do País, onde fora encontrado. Quando na presença da Delegado da DHPP/SP, Francisco confessou os crimes, inclusive indicando a localização dos corpos. Ele também indicou a localização das ossadas de Selma, as quais ainda não haviam sido encontradas pela polícia no Parque do Estado.
Após capturado pela polícia, o que mais impressionou as autoridades foi como alguém sem armas conseguia convencer as mulheres a subir na garupa de uma moto e ir para o meio de um matagal com um homem que tinham acabado de conhecer. Hoje, o homicida é recordista no recebimento de cartas no presídio, o presidiário inclusive se casou com uma admiradora, tendo separado tempos depois com relatos da ex-noiva, de estranheza em suas ações e personalidade. Francisco será liberado em 2028, após completar os máximos 30 anos de reclusão exigidos pela legislação brasileira. Em contrapartida, psiquiatras notórios indicam que irá delinquir novamente, em função de seu estado mental irreversível. Entanto, em setembro de 2018, o Ministério Público informou um pedido à Justiça para a execução de um novo exame do estado mental (EMM) a fim de impedir a soltura do condenado.

## Crimes
Durante o interrogatório, o Maníaco do Parque afirmou que convencê-las era simples. Bastava falar aquilo que queriam ouvir. Francisco cobria todas de elogios, se identificava como caça-talentos de uma importante revista, oferecia um bom cachê, e convidava as moças para uma sessão de fotos num ambiente ecológico. Dizia que era uma oportunidade única, algo predestinado, que não poderia ser desperdiçado.

### Vítimas

#### Elizângela Francisco da Silva
Elisângela Francisco da Silva tinha 21 anos e era paranaense. Filha de uma família pobre de Londrina, vivia em São Paulo, com a tia Solange Barbosa, desde 1996. Devido a dificuldades financeiras, abandonou a escola na 7.ª série. Após ser deixada por uma amiga no Shopping Eldorado, Zona Oeste de São Paulo, nunca mais foi vista, tendo seu corpo nu encontrado em 28 de julho, no Parque do Estado. O corpo, já em avançado estado de decomposição, exigiu um duro trabalho de identificação. O reconhecimento só aconteceu três dias depois. "Eu tinha esperança de que não fosse ela", diz a tia. No dia de seu desaparecimento, Elisângela saiu de casa dizendo que voltaria em duas horas.

#### Raquel Mota Rodrigues
A grande ambição de Raquel Mota Rodrigues, de 23 anos, era ganhar dinheiro para ajudar a família, que vivia em Gravataí, Rio Grande do Sul. Aos fins de semana, Raquel costumava frequentar bares com três amigas. Nunca chegou em casa depois da meia-noite. Por volta das 20h de 9 de janeiro, saiu da loja de móveis onde trabalhava como vendedora, no bairro de Pinheiros, Zona Oeste da Capital Paulista. Ao desembarcar na Estação Jabaquara do metrô, já quase em casa, telefonou para a prima avisando que conhecera um rapaz e que aceitara posar de modelo para ele em Diadema, na Grande São Paulo. "Disse que era melhor ela não ir", lembra Lígia. Era muito arriscado sair com um desconhecido. "É, eu não vou", respondeu a garota. Raquel nunca mais apareceu. Seu corpo foi encontrado no matagal do Parque do Estado no dia 16 de janeiro.

#### Selma Ferreira Queiroz
Selma Ferreira Queiroz, de 18 anos, era a mais nova de três irmãs, pretendia fazer faculdade de ciências contábeis ou computação. Os planos de Selma, contudo, foram  interrompidos na tarde de 3 de julho. Entre sua casa, na cidade de Cotia, na Grande São Paulo, e o centro da capital paulista, onde trataria das formalidades referentes a sua demissão como balconista de uma rede de drogaria, ela desapareceu. Era uma sexta. No dia seguinte, um homem telefonou para Sara, irmã de Selma. Informou que a moça havia sido sequestrada e pediu um resgate de 1.000 reais dizendo que voltaria a ligar no final da tarde. Não ligou. Nesse mesmo dia, o corpo de Selma foi encontrado no Parque do Estado. Estava nua, com sinais de estupro e espancamento. Nos ombros, seios e interior das pernas, havia marcas de mordidas. Selma morreu estrangulada e o último sinal de vida da garota foi para o namorado. Ela avisou que não chegaria a tempo para assistir ao jogo do Brasil contra a Dinamarca com ele, mas que estava a caminho de sua residência.

#### Patrícia Gonçalves Marinho
Aos 24 anos, Patrícia Gonçalves Marinho nunca revelara à família o sonho de ser modelo. Em 17 de abril, saiu da casa da avó Josefa, com quem morava, e desapareceu. Seu corpo só foi descoberto em 28 de julho. Estava jogado numa área deserta do Parque do Estado. A identificação de Patrícia só foi possível porque ao lado do corpo foram encontradas roupas e bijuterias da moça. Foi estuprada e morreu por estrangulamento.

## Cartas
O famoso motoboy recebia várias cartas de admiradoras na prisão. Alguns trechos desses documentos:
| “ | Eu não sei o que fazer para te distrair. Mas eu tenho uma ideia: primeiro quero dizer que te desejo todas as noites. É muito bom. Te acho gostoso, meu fogoso. Você está juntinho comigo, dentro do meu coração. Depois que chego em casa, queria você de corpo e alma, te amando. Te quero de qualquer jeito. Eu te amo do fundo do meu coração. Não perca a esperança, acredite em Deus, porque algum dia a gente vai se encontrar. Sei de seu comportamento doentio, por isso quero que fique calmo… | ” |

| “ | Por enquanto, nossos beijos são assim. Mas quero te beijar de verdade. Acho que tens saudades. Eu te amo, te amo, te amo etc., te desejo, te quero de corpo e alma. E me perdoe por tudo que estou sofrendo. Sabe Francis, eu não me conformo, e choro. E eu preciso ser forte (…) | ” |

| “ | Quero te dizer que estou morrendo de saudade, querendo você… Aih meu Deus como te desejo todas as noites. Eu durmo sozinha e querendo você aqui. Mas sei que é impossível. O certo é eu ir te ver. E como posso sentir. Que é meu? | ” |

| “ | Francisco, não deixe a tristeza tomar conta de você e acabar com o brilho do seu olhar. Acredite em Deus, você não está e nunca ficará sozinho. Jesus te ama, sua mãe e seu pai também e, principalmente, eu… | ” |

| “ | Depois que tudo aconteceu, tentei dar um fim a minha vida, mais uma coisa super interessante teve que acontecer, eu pensei muito e tive esperanças, acredite o mundo dá voltas, quando a gente menos espera algo de bom sempre acontece. | ” |

O jornalista e roteirista Gilmar Rodrigues publicou, em 2009, o livro "Loucas de Amor: mulheres que amam serial killers e criminosos sexuais" (editora Ideias a Granel), onde tenta entender por que o Maníaco é desejado por tantas mulheres. Segundo o autor, ele ficou impressionado com as cerca de mil cartas de amor que o criminoso recebeu um mês após ser preso, ainda em 1998.

## Condenação

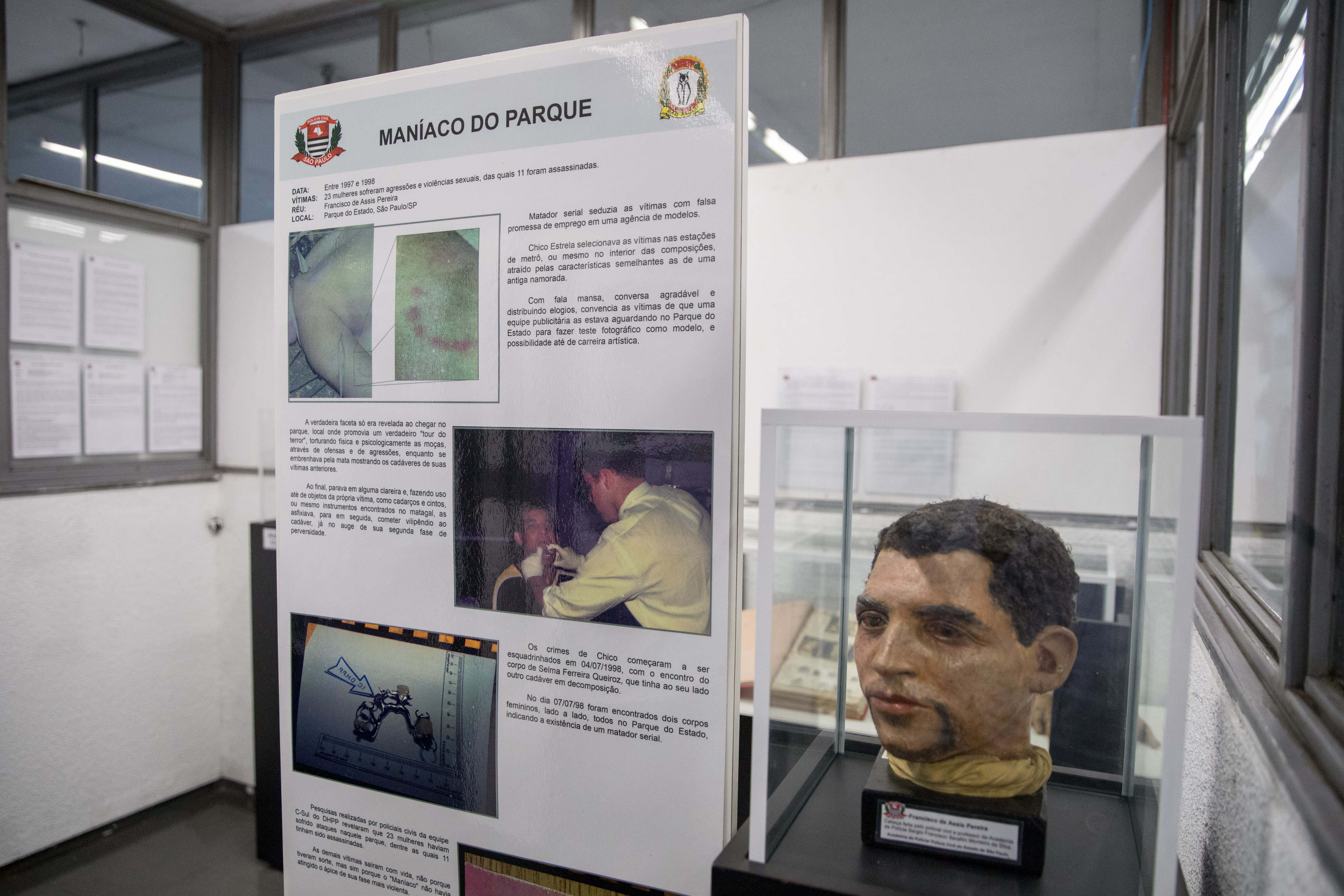
Exposição sobre o caso do Maníaco do Parque no Museu da Polícia Civil do Estado de São Paulo

Pereira chegou a ser dado como morto numa rebelião de presos, em dezembro de 2000. Mas, após uma série de desencontros, a direção da prisão confirmou que o motoboy, jurado de morte por outros presos, estava vivo.
Condenado a uma soma de 268 anos de prisão, Francisco diz que hoje se considera uma "pessoa normal". Segundo ele, está vivo por causa da fé. Diz que o que fizera no passado não teria sido fruto de sua própria vontade, mas sim de "uma coisa maligna". Jussara, sua esposa, que o conheceu por carta, dedica seu tempo com a tentativa de solucionar seus problemas jurídicos. Depois de passar por várias penitenciárias do interior de São Paulo desde 2001, Francisco está cumprindo pena atualmente na Penitenciária Orlando Brando Filinto, no município de Iaras, onde está preso desde 22 de maio de 2009.
Uma pesquisa do Instituto Brasileiro de Opinião Pública e Estatística (IBOPE) para o Ministério Público, em 2004, mostrou que o caso policial é o mais lembrado pelos brasileiros, com um índice de 76%. Os assassinatos em série foram, ainda, o crime mais lembrado entre 2006 e 2007.